# Bhujangasana

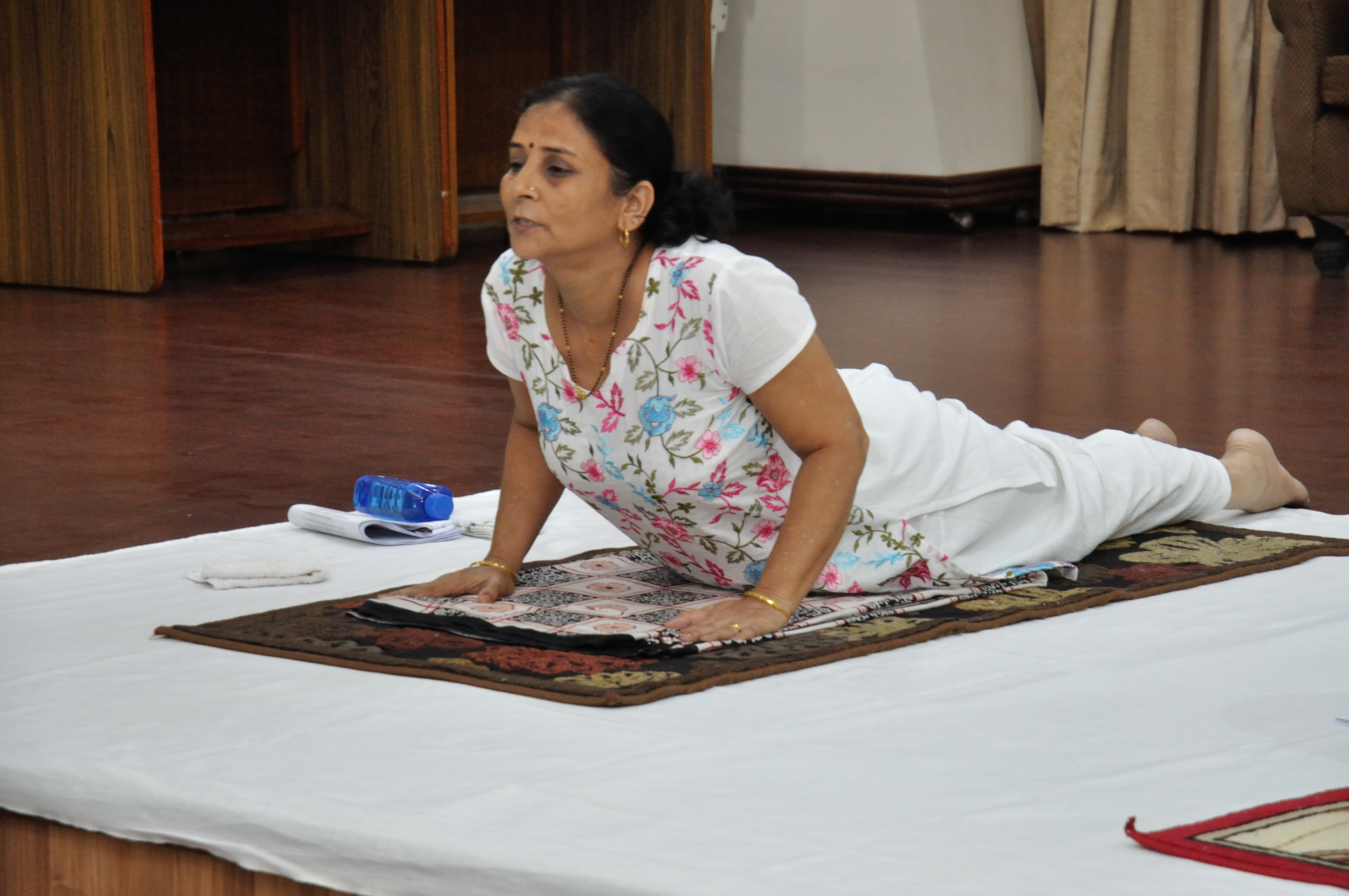
Bhujangasana

Bhujangasana (Sanskrit भुजङ्गासन, IAST bhujaṅgāsana), deutsch Kobra, ist eine klassische Übung des Yoga und Teil der Rishikesh-Reihe. Sie ist auch die 7. Stellung des Sonnengrußes oder Sonnengebetes, auf Sanskrit: Surya Namaskar. Der Sanskritname bhujaṅgāsana bildet sich aus den Wörtern bhujaṅga „Schlange, Kobra“ und āsana „Sitz“ oder allgemeiner übersetzt „Körperhaltung“.

## Körperliche Ausführung

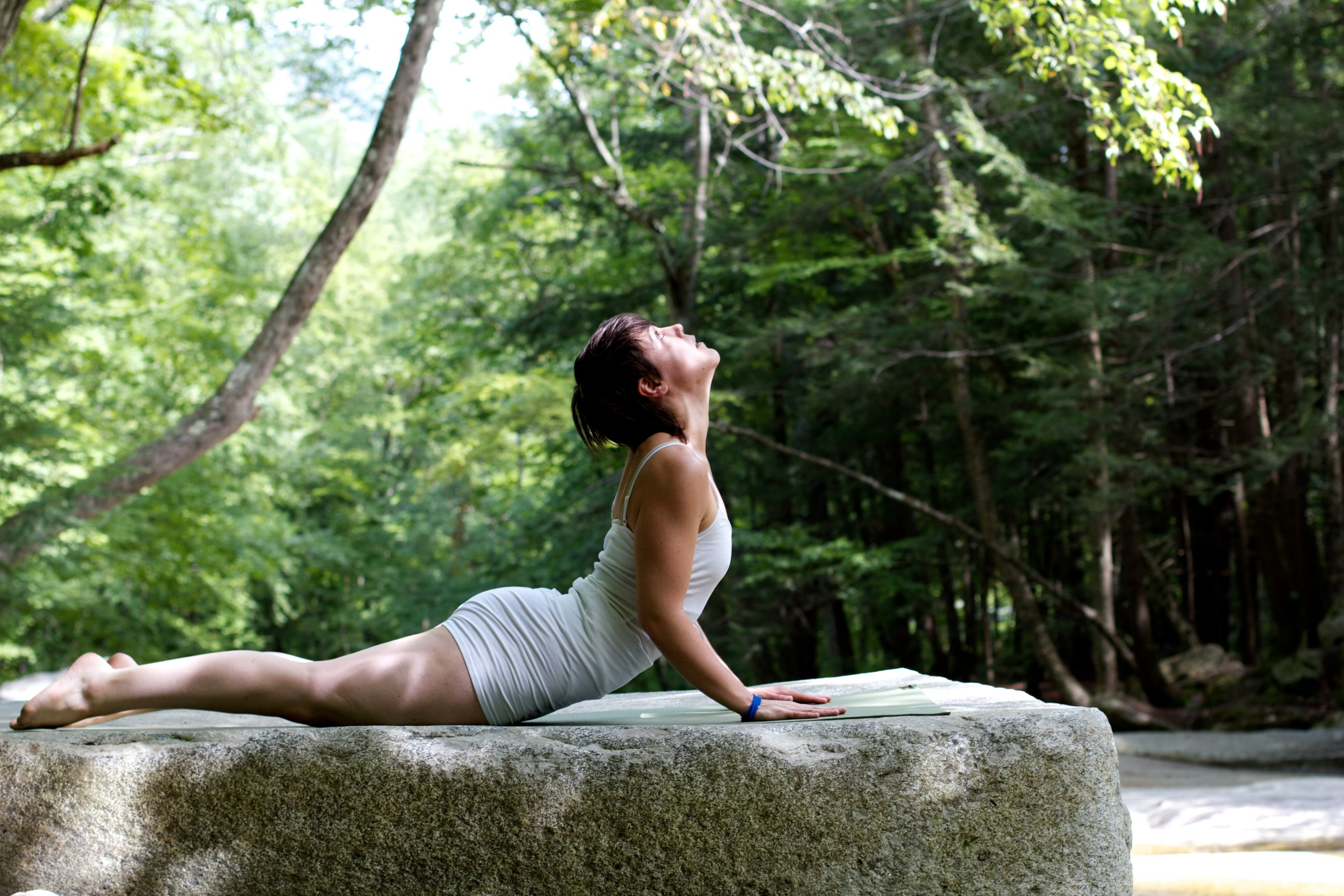
Bhujangasana

Eine Konsultation der Hathapradipika, die im 14. Jhd. verfasst wurde, zeigt, dass Bhujangasana dort nicht aufgenommen ist. Die Gherandasamhita (wahrscheinlich verfasst im 17. Jhd.) beschreibt die Asana folgendermaßen: „Lassen Sie den Körper vom Nabel abwärts bis zu den Zehen den Boden berühren, legen Sie die Handflächen auf den Boden und heben Sie den Kopf (den oberen Teil des Körpers) wie eine Kobra an. Dies nennt man die Kobrahaltung.“
André van Lysebeth differenziert den Bewegungsablauf weiter aus. Er lässt den ganzen Körper zu Beginn flach ablegen. Die Stirn berührt den Boden. Langsam bewegt sich das Kinn möglichst weit nach vorne. Dies führt zu einer Dehnung des Halses. Nun hebt sich der Kopf durch Kontraktion der Nackenmuskulatur und weiter durch die Arbeit der Rückenmuskulatur. Diese dynamische Phase geschieht ohne unterstützende Arbeit der Arme. Diese kommen nach Lysebeth erst in der statischen Phase zum Einsatz, bemerkenswerter Weise in einer vollständigen Umkehrung der Muskelarbeit: „Von jetzt an arbeiten die Arme allein.“ Der Rücken wird passiv.
B. K. S. Iyengar legt beide Hände neben dem Becken flach auf dem Boden ab. Unter Einsatz der Arme wird der Rumpf nach oben gezogen. Er gibt den Hinweis, das Gesäß zusammenzuziehen und die Oberschenkel anzuspannen, um die Dynamik des Rückwärtsbeugens zu unterstützen.
Swami Sivananda positioniert die Handflächen unter der jeweiligen Schulter. Er rät, bei der Rückwölbung des Oberkörpers, „die Bewegung jedes einzelnen Rückenwirbels“ zu fühlen und den Druck zu beobachten, der „vom Nacken über Rücken und Lenden abwärts bis ins Kreuzbein wandert.“ Das Sivananda Yoga Vedanta Zentrum bezeichnet die Aufrichtung des Körpers als „anmutig“ und erinnert an die geschmeidige und gewandte Bewegung einer Schlange. Die Ellbogen bleiben immer nah am Körper. Auch hier sind die Arme zunächst passiv, um dann aber für das Anheben des Oberkörpers in die Endstellung eingesetzt zu werden.
Im Bikram Yoga wird die Bewegung allein aus der Kraft des Rückens so weit wie möglich nach oben geführt. In der Ausgangsposition ragen die Fingerspitzen jeweils nicht über die Schultern hinaus.
Erling Petersen, ein Schüler von Swami Narayanananda, leitet im Hinblick auf die Schultern an, diese gesenkt zu lassen und die Schulterblätter zusammenzuziehen.
Im Ashtanga Vinyasa Yoga ist Bhujangasana nicht Teil einer der Übungsreihen.

## Führung der Aufmerksamkeit in der Übung
In der dynamischen Phase folgen die Gedanken entlang dem sich über Wirbel für Wirbel entwickelnden Druck der Wirbelsäule. „Während der statischen Phase muss man sich auf die ganze Wirbelsäule konzentrieren.“ (André van Lysebeth)
Nach Swami Kriyananda, einem direkten Schüler von Paramahansa Yogananda, kann in der Endstellung folgende Affirmation gedacht werden: „Mi alzo allegramente per incontrare ogni nuova occasione“, was übersetzt bedeutet: „Fröhlich erhebe ich mich, um jeder neuen Möglichkeit zu begegnen.“
Die Aufmerksamkeit kann auch auf die seelische Bedeutung der Kobra gerichtet werden:

## Gesundheitliche Aspekte
Die Heilwirkungen werden in den verschiedenen Yogastilen sehr übereinstimmend angegeben. Swami Sivananda fasst sie so zusammen: „Die Kobra lindert die Rückenschmerzen, die von Überarbeitung herrühren. Die Bauchmuskeln werden angespannt und dadurch gekräftigt, Der Druck innerhalb des Unterleibs wird sehr gesteigert, sodass Verstopfung verschwindet. Jeder Rückenwirbel und dessen Bänder werden rückwärts angespannt und dabei reichlich durchblutet. Die Körperwärme wird erhöht und dadurch eine Fülle von Leiden beseitigt. […] Bhujangasana ist besonders für Frauen geeignet, weil es Eierstöcke und Gebärmutter kräftigt.“
B. K. S. Iyengar sagt, dass die Stellung Bandscheiben, die sich verschoben haben, wieder in ihre ursprüngliche Lage zurückbringt und André van Lysebeth berichtet, dass einige Fälle bekannt sind, wo dank der Ausübung der Kobra kleine Gallensteine ausgetrieben wurden.